# خليفة سال
```

```

خليفة سال (بالفرنسية: Khalifa Sall)‏ ، مولود في 1 يناير 1956 في لوغا (السنغال)، هو سياسي سنغالي، وعضو في الحزب الاشتراكي، عين وزيراً عدة مرات برئاسة عبدو ضيوف، شغل منصب عمدة داكار من 2009 إلى 2018، إلى أن أقاله الرئيس ماكي سال الحدث الذي ينظر فيه حالياً أمام المحاكم. حصل على عفو رئاسي من الأخير في 29 سبتمبر 2019.

## سيرة

### الأصول والخصوصية
ولد خليفة سال في لوغا، خلال رحلة عائلته إلى داكار. غادر والدا خليفة سال قرية غانكيت للانضمام إلى العاصمة، وقضوا ليلتين في لوغا، وخلال هذه الإقامة ولد خليفة سل. كان والده تاجرًا في الإدارة المالية وكانت والدته بائعة للكسكس.
نشأ خليفة سال في دكار في منطقة غراند يوف. التحق بمدرسة مور فال الابتدائية في حيه. وتابع دراسته في مدرسة بليز دياني الثانوية.
كان أول من تزوج من بين مجموعة من أصدقائه - لذلك بقي في نزل الطلاب متزوجين بي أم 6 واحتل الغرفة 16 مع زوجته ماريم فال.

### الدراسة
حصل خليفة سال على البكالوريا في أواخر السبعينيات في مدرسة بليز دياني الثانوية. دخل الجامعة خلال فترة ازدهر فيها النضال السياسي في الوسط الطلابية. التحق بكلية الآداب في قسم التاريخ والجغرافيا.
بين عامي 1981 و 1982، اشتغل خليفة سال كأستاذ لتاريخ الجغرافيا في الكلية.
حصل خليفة سال على درجة الماجستير في التاريخ عام 1983 من جامعة داكار، ثم على درجة الماجستير في القانون الدستوري عام 1987.

### التطورداخل المجتمع
تأتر بتظاهرات العمال والطلاب والتلاميذ في مايو 1968 في السنغال، فقد اعتنق السياسة مبكراً، وانضم إلى الاتحاد التقدمي السنغالي الحاكم، وهو سلف الحزب الاشتراكي.
في عام 1969، وفي سن ال 12، أصبح عضوا في اتحاد الشباب التقدمي السنغالي (UPS)، الذي أصبح لاحقا الحزب الاشتراكي. حدث الإصلاح الحزبي في عام 1982، والذي انتقل من الدليل الوطني إلى المكتب الوطني للاشتراكيين الشباب، والذي استفاد منه خليفة سال الذي لم يعد بإمكان رئيسه أمادو سيير ديالو ممارسة الوظيفة لأنه وصل إلى الحد الأدنى للسن [بحاجة لتوضيح] .
في عام 1983 وفي كولدا تم تعيينه رئيسًا للاشتراكيين الشباب، وهذا الأخير الذي ترأسه حتى انعقاد المؤتمر عام 1996. يناضل من أجل استقلالهم من أجل دمج الشباب في المكتب السياسي للحزب الاشتراكي؛ وكان لا يزال عضوًا في اللجنة المركزية. بعد ذلك أصبح أمينًا عامًا للتنسيق الثالثي في داكار، الاتحاد الإقليمي للشباب الاشتراكي في الرأس الأخضر.
في يناير 1995، تم تعيينه وزيراً منتدباً لدى رئيس الوزراء [بحاجة لمصدر] . في عام 1996، أصبح سكرتير وطني بعد انتخاب الحزب الاشتراكي. في مؤتمر عام 2007 شغل منصب سكرتير وطني للحياة السياسية.

## السياسية كمهنة
في عام 1983، في أعقاب الانتخابات العامة، أصبح عضواً في الجمعية الوطنية، وهو واحد من أصغر أعضاء هذا المجلس التشريعي المعروف بتواجد معارضة متزايدة التي يقودها عبد الله واد.
وذلك لأن خليفة سال ورث في الوقت نفسه المصب الاستراتيجي للغاية للسكرتير الوطني للشباب الاشتراكي، الذي كان يقوده في ذلك الوقت جيبو لييتي كا كالمسؤول عن الإشراف على الشباب، مع أعضاء مثل جورجوي سين ، بوبكر ثيوب وبابكر صادق شيخ، رئيس البلدية الحالي ل أش إل أم.
من 1984 حتى 2001، كان نائبا لعمدة داكار، مامادو ديوب.
وفي الوقت نفسه، ظل منتدبا حتى عام 1993 كعضو في المكتب، وهو العام الذي دخل فيه الحكومة كوزير منتدب لرئيس الوزراء المسؤول عن العلاقات مع المجالس.
شغل هذا المنصب حتى عام 1998  ، ثم أصبح وزيراً للتجارة والحرف اليدوية في آخر حكومة للرئيس عبده ضيوف ، برئاسة مامادو لمين لوم، مستشار «الاقتصاد والمالية» في بلدية دكار.
كان أول رئيس بلدية للجماعة الجديدة لجراند يوف، من 1996 حتى 2002.
بعد تناوب آذار / مارس 2000، عاد خليفة سال، الذي أصبح مستشاراً للبنك الدولي ومنظومة الأمم المتحدة، إلى الجمعية الوطنية في أيار / مايو 2001.
ولم يغادر الجمعية إلا حتى عام 2007 في أعقاب الانتخابات التشريعية لذاك العام التي تميزت بمقاطعة المعارضة.
ترتبط أنشطته الاستشارية - التي يواصلها - بالمسائل الانتخابية وبتعزيز قدرات وصلاحيات البرلمانات. كان بالتالي عضوًا نشطًا في الحوار بين الكونغوليين ويمثل على المستوى الإفريقي الشبكة البرلمانية في البنك الدولي ورابطة البرلمانيين الأوروبيين من أجل أفريقيا.
أضافة إلى هذا شارك في العديد من بعثات مراقبة الاتحاد الأفريقي حول الانتخابات في أفريقيا بما في ذلك تلك التي أحدثت في موريتانيا خلال الانتخابات الرئاسية في أغسطس 2009.
وهو الأمين العام للرابطة الدولية لرؤساء البلديات الفرانكوفونية (AIMF) ورئيس المدن والحكومات المحلية في أفريقيا (UCLGA).
يشغل خليفة سال أيضًا وظائف دولية: منذ عام 2014، شغل منصب الأمين العام لرابطة رؤساء البلديات الناطقين بالفرنسية، بالإضافة إلى أنه تم انتخابه رئيسًا لتحالف سيتي في عام 2016. وفقًا لخليفة سال، «يجب أن تصبح المدن عمدة لمصيرها» نشر وكالة الأنباء السنغالية، يدعو خليفة سال الناس إلى تقرير مصيرهم.
حصل على الموانة الفخرية لمدينة مونتريال، تحت ولاية دينيس كودرير.

### انتخابات بلدية داكار لعام 2014
تم إعادة انتخاب خليفة سال عمدة داكار، بعد هزيمة أميناتا توري - ثم رئيس الوزراء - في منطقة جراند يوف. خليفة سال يرأس ائتلاف تاكساو داكار ، الذي فاز في 15 من أصل 19 بلدية في داكار.

### المجلس الأعلى للسلطات المحلية
في سبتمبر 2016، فازت حركة خليفة سال بانتخاب المجلس الأعلى للسلطات المحلية في داكار.

### تشريعيات يوليو 2017
على الرغم من أن الحزب الاشتراكي عضو في الائتلاف حول الرئيس ماكي سال، إلا أن خليفة سل في المعارضة في حزبه وفي الأغلبية. كما أعلن، فإنه يقدم قائمته الخاصة لمرشحي المعارضة للانتخابات التشريعية في 30 يوليو 2017 (تاكساو السنغال). على الرغم من اعتقاله، تم انتخاب خليفة سال نائبا.

## الإجراءات القانونية

### القبض والتهمة
في ليلة 7 إلى 8 مارس 2017، تم احتجاز خليفة سال مع خمسة من موظفيه  بسبب اختلاس أموال عامة. تأتي عملية الاعتقال هذه عقب المؤتمر الصحفي الذي عُقد في 3 مارس 2017، والذي أعلن خلاله المدعي العام سيرين باريسو غوي أن تحقيقًا قضائيًا سيفتح ضد خليفة سال: تقرير صادر عن المفتشية العامة للدولة (IGE) يشير إلى تحويل ما قيمته 1.83 مليار فرنك أفريقي (ما يعادل 2.7 مليون يورو) والتي كانت قد «أخدت من الخزنة» و«بدون مبرر» لمدينة داكار.
اعتقال خليفة سال يؤدي إلى إثارة أنصاره. حيت وقعت عدة حوادث في بوف الكبرى كعلامات احتجاجًا.
تم إغلاق التحقيق في بداية شهر أبريل، أي بعد أقل من شهر من افتتاحه. خليفة سال متهم ب:
- تكوين عصابة إجرامية ;
- التواطؤ في التزوير واستخدام التزوير في سجلات الأعمال التجارية الخاصة؛
- التزوير واستخدام التزوير في المستندات الإدارية؛
- اختلاس
- احتيال المال العام وغسل الأموال.[5]

وفي مواجهة مزاعم من الدفاع، والتي تعتقد أنه «يجب أدانته بشكل سريع حتى يفقد مصداقيته أما الجهاز التشريعي»، تنفي الحكومة السنغالية أي تدخل في الشأن قضائي.

### صندوق النفقات
ترتبط جميع التهم الموجهة إلى خليفة سال ومعاونيه بالصندوق النفقات المقدم لمدينة داكار. كان يجب استخدام هذا الصندوق المسبق لتغطية النفقات العاجلة. لسنوات، كان هذا الصندوق بمثابة «صناديق سياسية» من أجل «التصرف التقديري للمسؤولين المنتخبين». بعد ذلك، كان المسؤولون مسؤولين عن إنشاء مستندات محاسبية مزيفة - مثل التقارير الخاطئة التي تقر باستلام ودفع الأرز والدخن  ، من أجل تنظيم الموقف من وجهة نظر محاسبية. أقر دفاع خليفة سل بتوقيع 110 فاتورة مزورة من قبل خليفة سال، لكنه يدعي أنها ممارسة محاسبية قديمة ورثها.

### رفع الحصانة البرلمانية
في أكتوبر 2017، طلب مكتب المدعي العام في داكار من الجمعية الوطنية رفع الحصانة البرلمانية عن خليفة سال. بعد انتخابه عضوًا في البرلمان في 30 يوليو 2017، استطاع خليفة سال من الناحية النظرية المطالبة بالحصانة. طلب المدعي كان لأنه في أغسطس 2017، رفضت النيابة نفسها إطلاق سراح خليفة سال، بحجة أن خليفة سل لا يمكنه المطالبة بالحصانة البرلمانية كنائب لأنه تم الحصول عليها فقط لمدة أربعة أشهر بعد اعتقاله.
في 25 نوفمبر 2017، رفعت الجمعية الوطنية السنغالية حصانها البرلمانية لخليفة سال، بأغلبية 125 صوتًا و 25 صوتًا مقابل.
في ديسمبر 2017، قدم محامو خليفة سال طلبًا من أجل الإفراج المؤقت بكفالة، أمام عميد قضاة التحقيق في محكمة داكار.

### محاكمة

#### موقف الدفاع
```
هذا القسم غير مكتمل
```

#### لائحة الاتهام
تنتهي محاكمة خليفة سل في 23 فبراير 2018. يطلب المدعي العام السجن لمدة 7 سنوات وغرامة قدرها 5.49 مليار فرنك أفريقي (ما يعادل 8.37 مليون يورو) ضد خليفة سل ومباي توري، المدير الإداري والمالي لمدينة داكار.

#### الحكم
صدر الحكم في 30 مارس 2018. خليفة سال حُكم عليه بالسجن 5 سنوات. هذه الإدانة قد تحرم خليفة سال من حقوقه المدنية وتمنعه من الترشح للانتخابات الرئاسية في فبراير 2019. استؤنفت المحاكمة في يوليو 2018، من أجل التعامل مع طلب الإفراج المقدم من محامي خليفة سال، وكذلك البت في كيفية دمج حكم محكمة الإيكواس في الإجراء، وهو حكم يشير إلى أن رئيس البلدية لم يكن لديه الحق في محاكمة عادلة والتي تسبب توترا كبيرا داخل الطبقة السياسية السنغالية.
في 30 أغسطس 2018، أكدت محكمة الاستئناف بالذنب والحكم بالسجن لمدة خمس سنوات. في اليوم التالي، قام الرئيس ماكي سال بعزل خليفة سال من مهامه كرئيس لبلدية داكار بموجب مرسوم رئاسي.
في يناير 2019، أكدت المحكمة العليا الحكم الصادر ضد سال بالسجن لمدة خمس سنوات، وبعد ذلك قدم استئنافه الأخير. كما تمت إزالته من منصبه كعضو في البرلمان.

#### الأفراج
في 29 سبتمبر 2019، تم الإفراج عنه بعفو من قبل الرئيس ماكي سال.

### التشكيك في استقلالية القضاء
صدر تقرير منظمة العفو الدولية لعام 2017-2018 في 22 فبراير 2018. فيما يتعلق بالسنغال، تدين منظمة العفو الدولية «عدم الاكتراث ضد خصم سياسي»  في حالة الإجراءات القانونية ضد خليفة سال تصف قضية صندوق نفقات في مدينة داكار بأنها «سياسية». وأوضح السيد سيدي غساما، المدير التنفيذي لمنظمة العفو في السنغال، للصحافة أن هذه القضية «تثير تساؤلات حول استقلال القضاء» في السنغال. تشعر منظمة العفو الدولية بالدهشة لأن إجراءات أعمال الفساد أو الاختلاس المزعومة لا تطال إلا «قادة المعارضة» بينما «لا يتم اتخاذ أي إجراء بشأن تقارير الشرطة فيما يخص الشخصيات القريبة من السلطة».

### أجهاض الترشيح في الانتخابات الرئاسية 2018
في 26 تموز (يوليو) 2018، أعلن، من خلال إعلان مكتوب تم إعداده من زنزانته في سجن روبيس (داكار)، أنه سيكون مرشحًا في الانتخابات الرئاسية في فبراير 2019. في يناير 2019، تم رفض ترشيحه للانتخابات الرئاسية من قبل المجلس الدستوري بسبب إدانته «باحتيال على الأموال العامة». غير قادر على تأجيل موعد الاقتراع، قرر دعم زعيم حركة الروومي وإدريسا سيك.

## روابط خارجية
- خليفة أبو بكر سال ، موقع المنتدى الاقتصادي الدولي للأمريكتين.
- http://www.villededakar.org/ ، موقع بلدية مدينة داكار.